# BriLife
BriLife (также известный как IIBR-100) — это вакцинный кандидат против COVID-19, разработанный Институтом биологических исследований Израиля (IIBR). IIBR сотрудничал с американской компанией NRx Pharmaceuticals для проведения клинических испытаний и коммерциализации вакцины. BriLife — это рекомбинантный векторный вирусный вакцинный кандидат, основанный на репликационно-компетентном VSV. Он предназначен для предотвращения инфекции COVID-19, вызываемой новым коронавирусом SARS-CoV-2. Вакцина продемонстрировала способность эволюционировать в том же направлении, что и вирус SARS-CoV-2, что может потенциально вызвать иммунитет против будущих вариантов.
В её основе лежит использование вирусного вектора — аденоассоциированного вируса (AAV), который не способен к репликации в организме человека. В этот вектор встроен ген, кодирующий S-белок коронавируса SARS-CoV-2. После введения вакцины в организм, AAV доставляет ген S-белка в клетки, где происходит его синтез. Это приводит к формированию иммунного ответа, включающего выработку антител и активацию Т-клеток, что обеспечивает защиту от COVID-19.
Разработка BriLife началась в феврале 2020 года, вскоре после начала пандемии COVID-19. Вакцина прошла доклинические испытания на животных, показав хорошие результаты по безопасности и эффективности. Клинические испытания на людях начались в конце 2020 года и включали три фазы. Первая и вторая фазы были направлены на оценку безопасности и иммуногенности вакцины, а третья фаза — на оценку её эффективности в предотвращении COVID-19.
BriLife — первая вакцина против COVID-19, полностью разработанная и произведенная в Израиле. Институт IIBR, разработавший вакцину, является одним из ведущих исследовательских центров в Израиле, специализирующимся на биологических и медицинских исследованиях. Несмотря на многообещающие результаты, дальнейшая разработка и коммерциализация BriLife были приостановлены из-за появления других, более эффективных вакцин на рынке.